# Binaire détachée

Une étoile binaire détachée.

En astronomie, une étoile binaire est dite binaire détachée lorsque les deux étoiles qui la composent sont suffisamment éloignées l'une de l'autre pour qu'aucune ne remplisse son lobe de Roche. Dans ce cas, il n'y a pas d'échange de matière entre elles. De plus, les forces de marée entre les deux corps sont relativement faibles. C'est le cas de la plupart des étoiles binaires.
La classification des étoiles binaires en binaires détachées, semi-détachées et à contact a été proposée en 1955 par Zdeněk Kopal (1914-1993),,.